# 바다 (드뷔시)

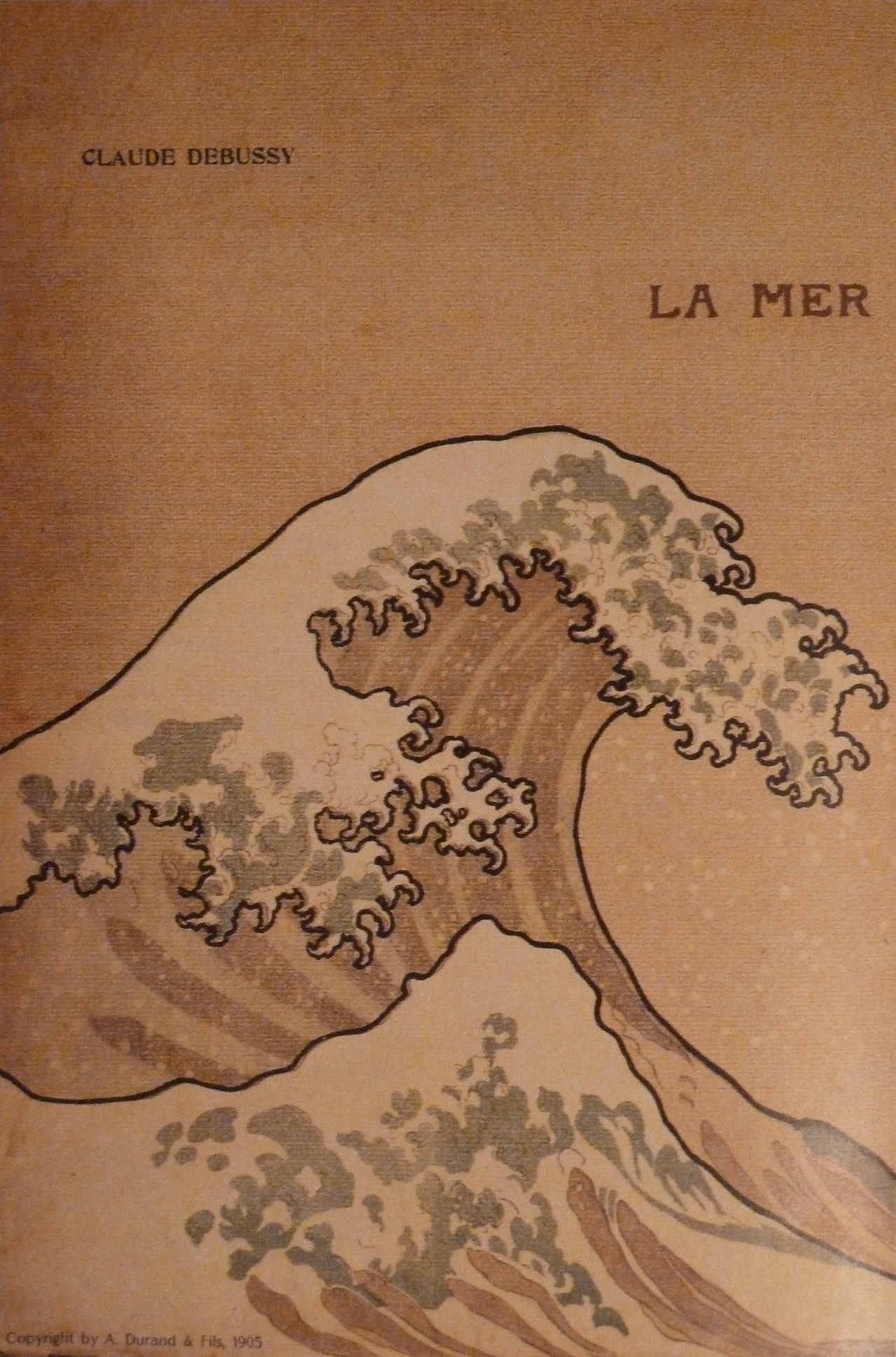

《바다-관현악을 위한 3개의 교향 소묘》(프랑스어: La mer – trois esquisses symphoniques pour orchestre)는 클로드 드뷔시가 작곡한 교향시이다.

## 개요
가쓰시카 호쿠사이의 판화에서 영향을 받은 곡으로, 1903년과 1905년사이에 작곡을 했다.

## 구성
3악장으로 구성되어 있으며, 평균 연주 시간은 약 24분이다.
- De l'aube à midi sur la mer (바다 위의 새벽부터 한낮까지)
- Jeux de vagues (물결의 희롱)
- Dialogue du vent et de la mer (바람과 바다의 대화)

## 악기 편성
- 목관악기: 피콜로, 플루트2, 오보에2, 잉글리시 호른, 클라리넷2, 바순3, 콘트라바순
- 금관악기: 호른4, 트럼펫3, 코넷2, 트롬본3, 튜바
- 타악기: 팀파니, 글로켄슈필, 큰북, 심벌즈, 트라이앵글, 탐탐
- 현악기: 하프2, 현악 5부